# Steffen Fäth
Steffen Fäth (* 4. April 1990 in Frankfurt am Main) ist ein deutscher Handballspieler, der für die deutsche Nationalmannschaft spielte.

## Karriere

### Verein
Fäth debütierte 2008/09 für die Rhein-Neckar-Löwen in der Bundesliga. In der Saison 2009/10 wurde er zum VfL Gummersbach ausgeliehen. Zusätzlich besaß er ein Zweitspielrecht bei der HSG FrankfurtRheinMain, um weitere Spielpraxis in der 2. Bundesliga zu erlangen. Zur Saison 2010/11 wechselte er zur HSG Wetzlar. Hier entwickelte er sich zu einem der besten Torschützen und zum deutschen Nationalspieler. 2016 wechselte er zu den Füchsen aus Berlin mit denen er Vereinsweltmeister 2016 wurde und 2018 den EHF-Pokal gewann. Ab der Saison 2018/19 stand er bei den Rhein-Neckar Löwen unter Vertrag. Im Sommer 2020 wechselte er zum HC Erlangen. Am 25. April 2021 erzielte er im Spiel gegen den SC Magdeburg seinen 1000. Bundesligatreffer. Im Sommer 2023 schloss er sich der HSG Goldstein/Schwanheim an.

### Nationalmannschaft
Steffen Fäth bestritt mehrere Spiele für die deutsche Jugendnationalmannschaft. Im Jahr 2009 gewann er mit der deutschen Junioren-Nationalmannschaft die Weltmeisterschaft. Bei der Europameisterschaft 2016 in Polen wurde er mit der deutschen Mannschaft durch einen 24:17-Sieg über Spanien Europameister. Bei den Olympischen Spielen 2016 in Rio de Janeiro gewann er mit dem Nationalteam die Bronzemedaille. Dafür wurde er am 1. November 2016 mit dem Silbernen Lorbeerblatt ausgezeichnet. Zur Europameisterschaft 2018 wurde er von Bundestrainer Christian Prokop in den 20er-Kader berufen, der die Vorbereitung bestritt. Am 7. Januar wurde er in den endgültigen 16er-Kader berufen und nahm damit an der EM 2018 teil. Er absolvierte bisher 79 Spiele, in denen er 168 Tore erzielte.

## Saisonbilanzen
| Saison    | Verein             | Spielklasse | Spiele | Tore | 7-Meter | Feldtore |
| --------- | ------------------ | ----------- | ------ | ---- | ------- | -------- |
| 2008/09   | Rhein-Neckar Löwen | Bundesliga  | 18     | 16   | 1       | 15       |
| 2009/10   | VfL Gummersbach    | Bundesliga  | 29     | 14   | 0       | 14       |
| 2010/11   | HSG Wetzlar        | Bundesliga  | 24     | 31   | 5       | 26       |
| 2011/12   | HSG Wetzlar        | Bundesliga  | 33     | 75   | 0       | 75       |
| 2012/13   | HSG Wetzlar        | Bundesliga  | 29     | 113  | 10      | 103      |
| 2013/14   | HSG Wetzlar        | Bundesliga  | 31     | 142  | 12      | 130      |
| 2014/15   | HSG Wetzlar        | Bundesliga  | 32     | 149  | 8       | 141      |
| 2015/16   | HSG Wetzlar        | Bundesliga  | 30     | 136  | 0       | 136      |
| 2016/17   | Füchse Berlin      | Bundesliga  | 34     | 82   | 0       | 82       |
| 2017/18   | Füchse Berlin      | Bundesliga  | 28     | 142  | 0       | 142      |
| 2018/19   | Rhein-Neckar Löwen | Bundesliga  | 28     | 56   | 0       | 56       |
| 2019/20   | Rhein-Neckar Löwen | Bundesliga  | 22     | 21   | 0       | 21       |
| 2020/21   | HC Erlangen        | Bundesliga  | 20     | 34   | 0       | 34       |
| 2021/22   | HC Erlangen        | Bundesliga  | 20     | 23   | 0       | 23       |
| 2022/23   | HC Erlangen        | Bundesliga  | 16     | 14   | 0       | 14       |
| 2008–2023 | gesamt             | Bundesliga  | 394    | 1049 | 36      | 1013     |

Quelle: Spielerprofil bei der Handball-Bundesliga

## Erfolge
- Jugend-Europameister 2008
- Junioren-Weltmeister 2009
- Europapokalsieger der Pokalsieger 2010 mit dem VfL Gummersbach
- EHF-Pokal 2018 mit den Füchsen Berlin
- Europameister 2016
- Bronzemedaille bei den Olympischen Spielen 2016
- Vereinsweltmeister 2016
- DHB-Supercup 2018

## Auszeichnungen
- MVP der Jugend-EM 2008
- IHF Rookie of the Year 2010

## Soziales Engagement
Seit Saison-Beginn 2018 engagiert sich Steffen Fäth als Botschafter der bundesweiten Aktion „Handball hilft“ für die Deutsche Krebshilfe im Kampf gegen die Volkskrankheit Krebs. Der Nationalspieler erklärte zu seiner Entscheidung, er wolle auf die wichtigen Anliegen der Stiftung Deutsche Krebshilfe aufmerksam machen.: „Als Botschafter der Initiative der Deutschen Krebshilfe kann ich dazu beitragen, wichtige Botschaften zu vermitteln und dies mit meiner Leidenschaft, dem Handball, verbinden. Wer sich beispielsweise ausreichend bewegt, gesund ernährt und das Rauchen sein lässt, minimiert die Gefahr an Krebs zu erkranken immens!“ Die Krebshilfe freue sich über das Engagement des zweifachen Familienvaters, erklärte die Hilfsorganisation. Mit Unterstützung der HANDBALL HILFT!-Botschafter habe die Deutsche Krebshilfe die Möglichkeit, die Gesundheit erhaltenden Anliegen der Stiftung in die Breite zu tragen. Steffen Fäth sei dabei ein Vorbild.